# Wilhelm Lenk
Wilhelm Lenk, avstrijski general, * 17. marec 1809, † 18. oktober 1894.